# Seznam hokejistů draftovaných týmem Detroit Red Wings

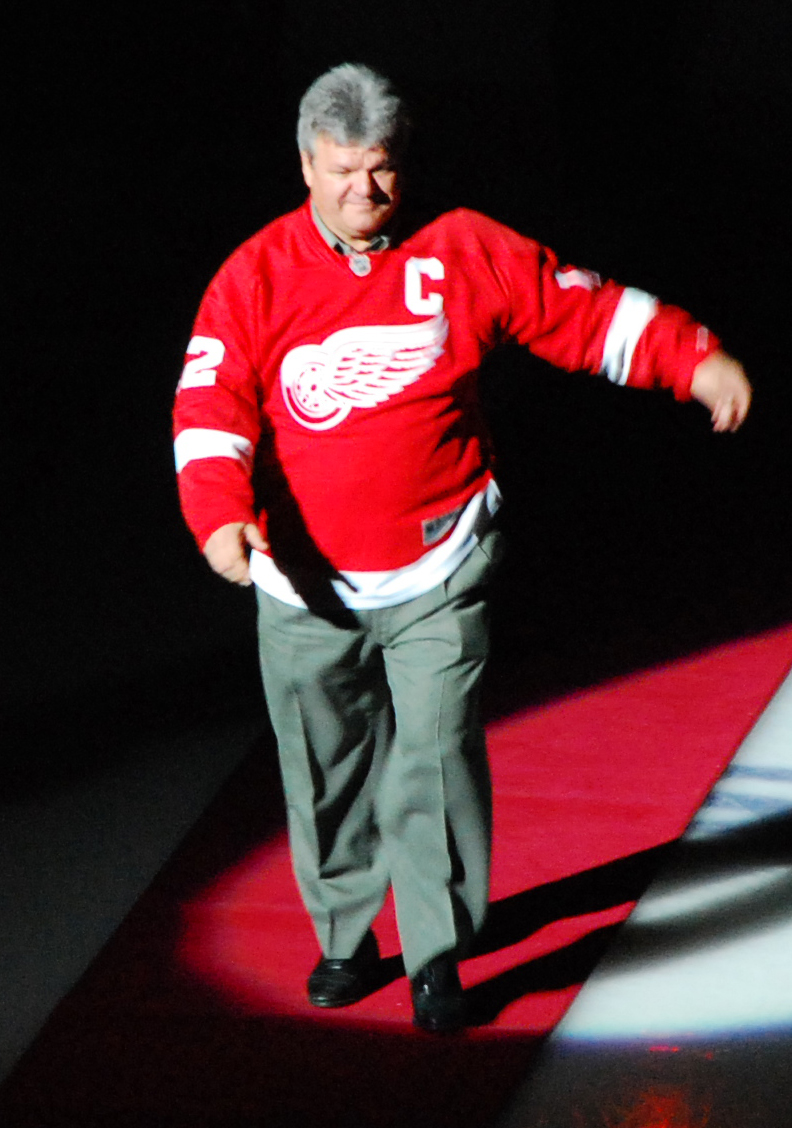
Marcel Dionne byl draftován ze 2. místa v roce 1971.

Toto je kompletní seznam hokejistů, kteří byli draftováni v NHL do týmu Detroit Red Wings. To zahrnuje každého hráče, který byl draftován, bez ohledu na to, zda hrál za tým.

## Draft 1. kola

### Historie prvního kola
| †  | Hráč který byl vybrán do hokejové síně slávy                      | Hráč který byl vybrán do hokejové síně slávy                      | Hráč který byl vybrán do hokejové síně slávy                      |
| *  | Draftován z 1. místa                                              | Draftován z 1. místa                                              | Draftován z 1. místa                                              |
| ≠  | Hráč který neodehrál žádný zápas v NHL                            | Hráč který neodehrál žádný zápas v NHL                            | Hráč který neodehrál žádný zápas v NHL                            |
| *≠ | Hráč který byl draftován z 1. místa a neodehrál žádný zápas v NHL | Hráč který byl draftován z 1. místa a neodehrál žádný zápas v NHL | Hráč který byl draftován z 1. místa a neodehrál žádný zápas v NHL |

| Rok  | Místo | Hráč                         | Pozice       | Stát       | Předchozí tým (liga)               |
| ---- | ----- | ---------------------------- | ------------ | ---------- | ---------------------------------- |
| 1963 | 2     | Pete Mahovlich               | Levé křídlo  | Kanada     | St. Michael's Juveniles            |
| 1964 | 1*    | Claude Gauthier≠             | Utočník      | Kanada     | Rosemount Midgets                  |
| 1965 | 3     | George Forgie≠               | Obránce      | Kanada     | Flin Flon Bombers (SJHL)           |
| 1966 | 6     | Steve Atkinson               | Pravé křídlo | Kanada     | Niagara Falls Flyers (OHA)         |
| 1967 | 9     | Ron Barkwell≠                | Centr        | Kanada     | Flin Flon Bombers                  |
| 1968 | 11    | Steve Andrascik≠             | Pravé křídlo | Kanada     | Flin Flon Bombers (WCHL)           |
| 1969 | 10    | Jim Rutherford               | Brankář      | Kanada     | Hamilton Red Wings (OHA)           |
| 1970 | 12    | Serge Lajeunesse             | Obránce      | Kanada     | Montreal Junior Canadiens (OHA)    |
| 1971 | 2     | Marcel Dionne†               | Centr        | Kanada     | St. Catharines Black Hawks (OHA)   |
| 1972 | Nikdo | Nikdo                        | Nikdo        | Nikdo      | Nikdo                              |
| 1973 | 11    | Terry Richardson (hokejista) | Brankář      | Kanada     | New Westminster Bruins (WCHL)      |
| 1974 | 9     | Bill Lochead                 | Pravé křídlo | Kanada     | Oshawa Generals (OHA)              |
| 1975 | 5     | Rick Lapointe                | Obránce      | Kanada     | Victoria Cougars (WCHL)            |
| 1976 | 4     | Fred Williams                | Centr        | Kanada     | Saskatoon Blades (WCHL)            |
| 1977 | 1*    | Dale McCourt                 | Centr        | Kanada     | St. Catharines Fincups (OHA)       |
| 1978 | 9     | Willie Huber                 | Obránce      | Kanada     | Hamilton Fincups (OHA)             |
| 1978 | 12    | Brent Peterson               | Pravé křídlo | Kanada     | Portland Winter Hawks (WCHL)       |
| 1979 | 3     | Mike Foligno                 | Pravé křídlo | Kanada     | Sudbury Wolves (OHA)               |
| 1980 | 11    | Mike Blaisdell               | Pravé křídlo | Kanada     | Regina Pats (WHL)                  |
| 1981 | Nikdo | Nikdo                        | Nikdo        | Nikdo      | Nikdo                              |
| 1982 | 17    | Murray Craven                | Centr        | Kanada     | Medicine Hat Tigers (WHL)          |
| 1983 | 4     | Steve Yzerman†               | Centr        | Kanada     | Peterborough Petes (OHL)           |
| 1984 | 7     | Shawn Burr                   | Levé křídlo  | Kanada     | Kitchener Rangers (OHL)            |
| 1985 | 8     | Brent Fedyk                  | Pravé křídlo | Kanada     | Regina Pats (WHL)                  |
| 1986 | 1*    | Joe Murphy                   | Pravé křídlo | Kanada     | Michigan State University (CCHA)   |
| 1987 | 11    | Yves Racine                  | Obránce      | Kanada     | College Francais (QMJHL)           |
| 1988 | 17    | Kory Kocur≠                  | Pravé křídlo | Kanada     | Saskatoon Blades (WHL)             |
| 1989 | 11    | Mike Sillinger               | Centr        | Kanada     | Regina Pats (WHL)                  |
| 1990 | 3     | Keith Primeau                | Centr        | Kanada     | Niagara Falls Thunder (OHL)        |
| 1991 | 10    | Martin Lapointe              | Pravé křídlo | Kanada     | Laval Titan (QMJHL)                |
| 1992 | 22    | Curtis Bowen≠                | Levé křídlo  | Kanada     | Ottawa 67's (OHL)                  |
| 1993 | 22    | Anders Eriksson              | Obránce      | Švédsko    | MODO Hockey (Elitserien)           |
| 1994 | 23    | Jan Golubovskij              | Obránce      | Rusko      | HC CSKA Moskva (Superliga)         |
| 1995 | 26    | Maxim Kuzněcov               | Obránce      | Kazachstán | HC Dynamo Moskva (Superliga)       |
| 1996 | 26    | Jesse Wallin                 | Obránce      | Kanada     | Red Deer Rebels (WHL)              |
| 1997 | Nikdo | Nikdo                        | Nikdo        | Nikdo      | Nikdo                              |
| 1998 | 25    | Jiří Fischer                 | Obránce      | Česko      | Hull Olympiques (QMJHL)            |
| 1999 | Nikdo | Nikdo                        | Nikdo        | Nikdo      | Nikdo                              |
| 2000 | 29    | Niklas Kronwall              | Obránce      | Švédsko    | Djurgårdens IF Hockey (Elitserien) |
| 2001 | Nikdo | Nikdo                        | Nikdo        | Nikdo      | Nikdo                              |
| 2002 | Nikdo | Nikdo                        | Nikdo        | Nikdo      | Nikdo                              |
| 2003 | Nikdo | Nikdo                        | Nikdo        | Nikdo      | Nikdo                              |
| 2004 | Nikdo | Nikdo                        | Nikdo        | Nikdo      | Nikdo                              |
| 2005 | 19    | Jakub Kindl                  | Obránce      | Česko      | Kitchener Rangers (OHL)            |
| 2006 | Nikdo | Nikdo                        | Nikdo        | Nikdo      | Nikdo                              |
| 2007 | 27    | Brendan Smith                | Obránce      | Kanada     | St. Michael's Buzzers (OPJHL)      |
| 2008 | 30    | Thomas McCollum              | Brankář      | Kanada     | Guelph Storm (OHL)                 |
| 2009 | Nikdo | Nikdo                        | Nikdo        | Nikdo      | Nikdo                              |
| 2010 | 21    | Riley Sheahan≠               | Centr        | Kanada     | Notre Dame (CCHA)                  |
| 2011 | Nikdo | Nikdo                        | Nikdo        | Nikdo      | Nikdo                              |
| 2012 | Nikdo | Nikdo                        | Nikdo        | Nikdo      | Nikdo                              |

### Celkový výběr

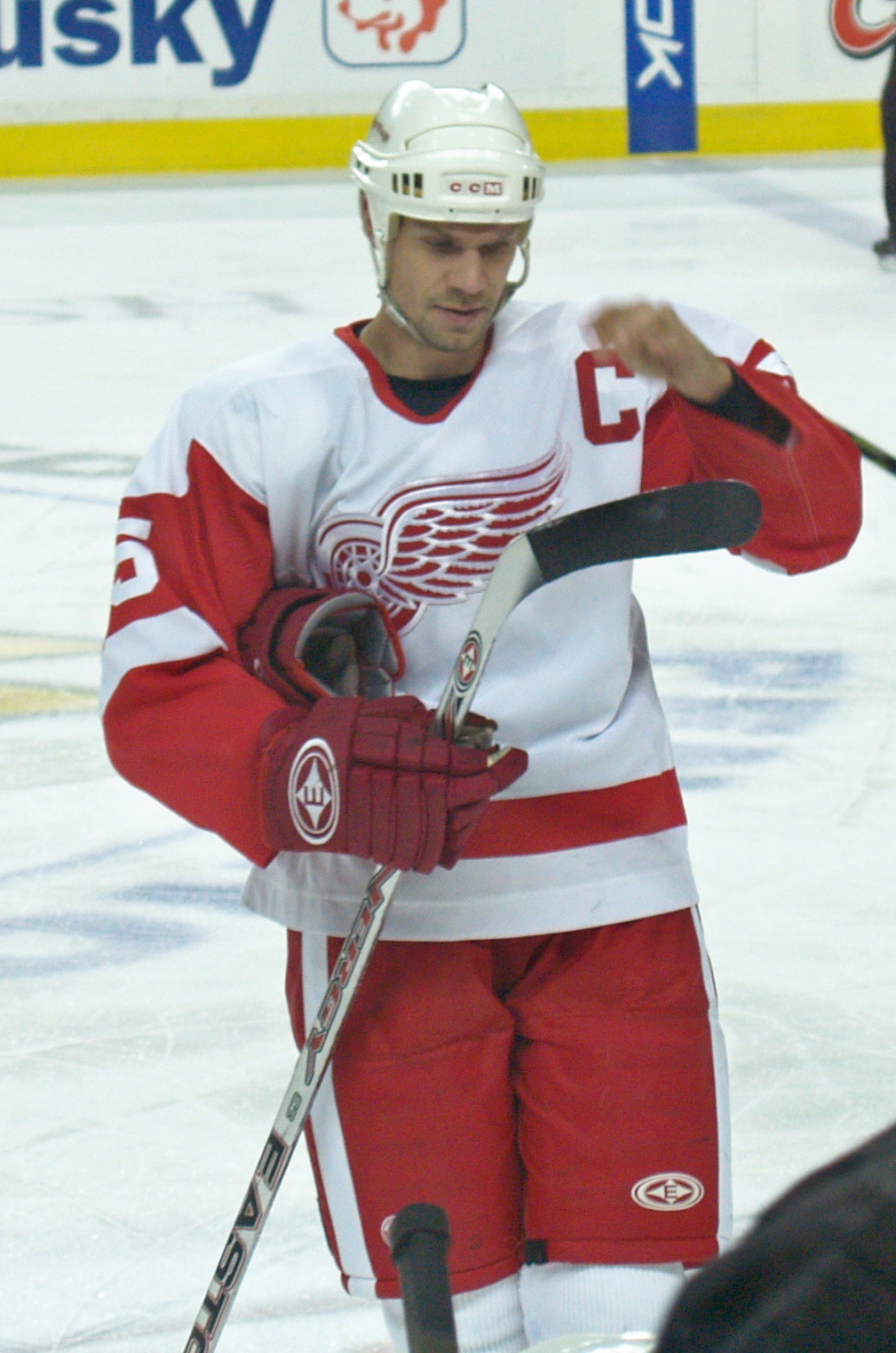
Nicklas Lidström byl draftován z 53. místa v roce 1989.

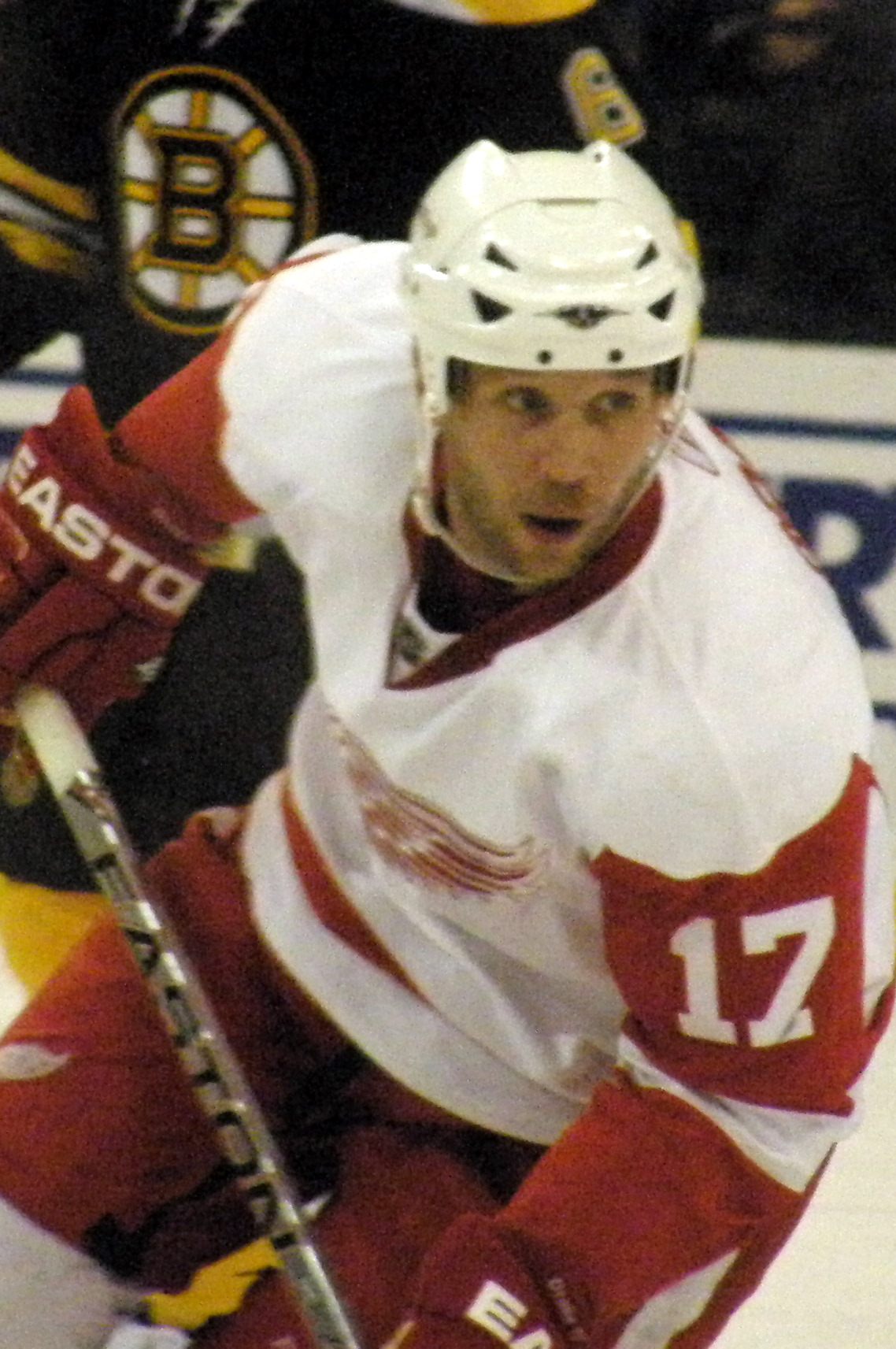
Dallas Drake byl draftován ze 116. místa v roce 1989.

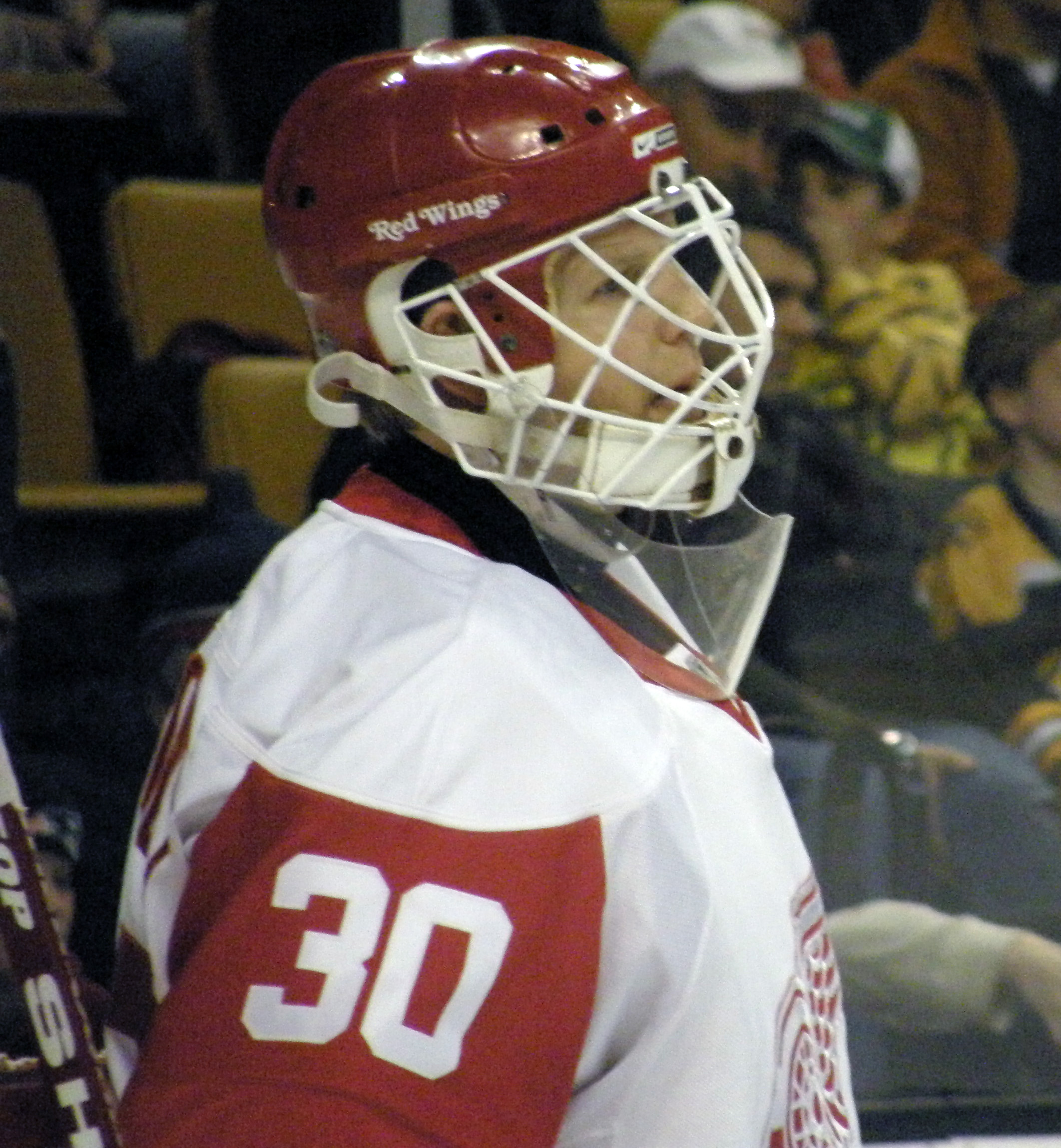
Chris Osgood byl draftován z 54. místa v roce 1991.

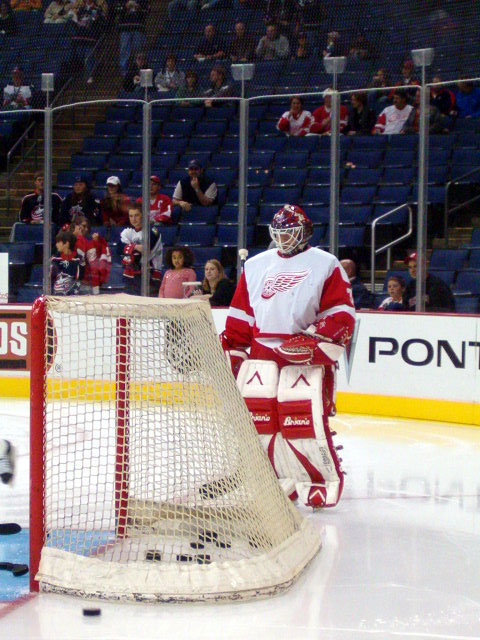
Manny Legace byl draftován ze 188. místa v roce 1993.

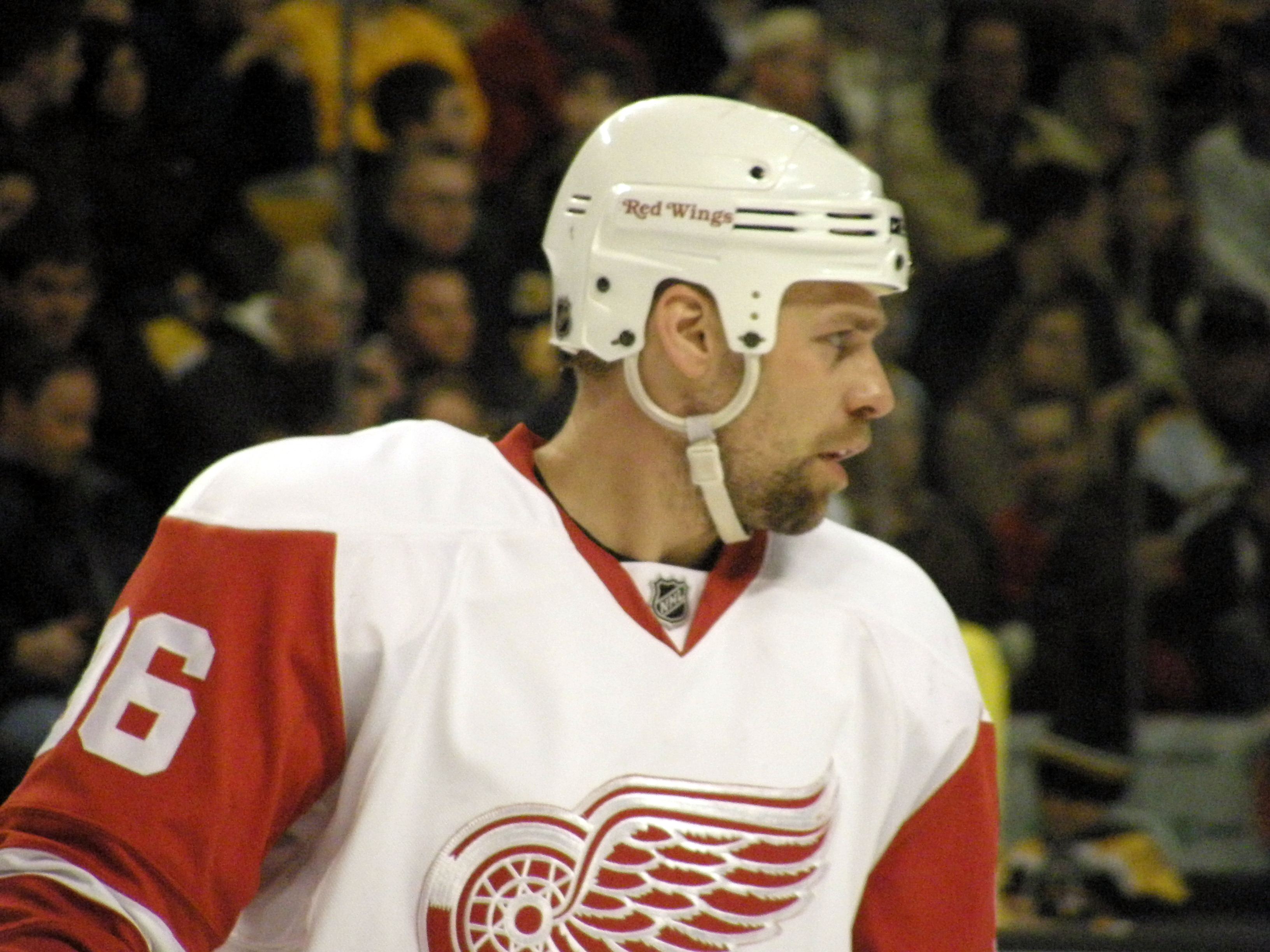
Tomas Holmström byl draftován ze 257. místa v roce 1994.

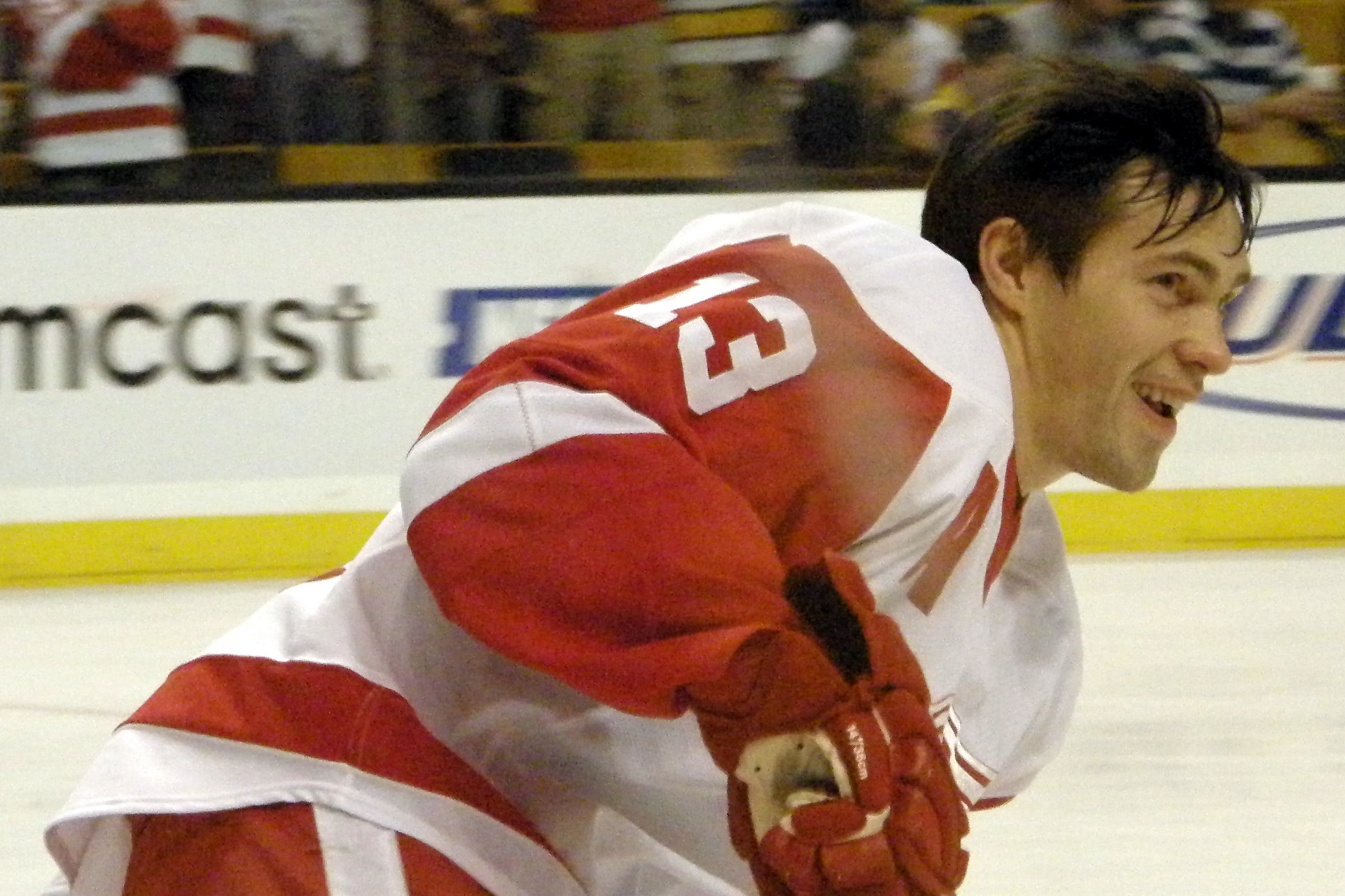
Pavel Dacjuk byl draftován ze 171. místa v roce 1998.

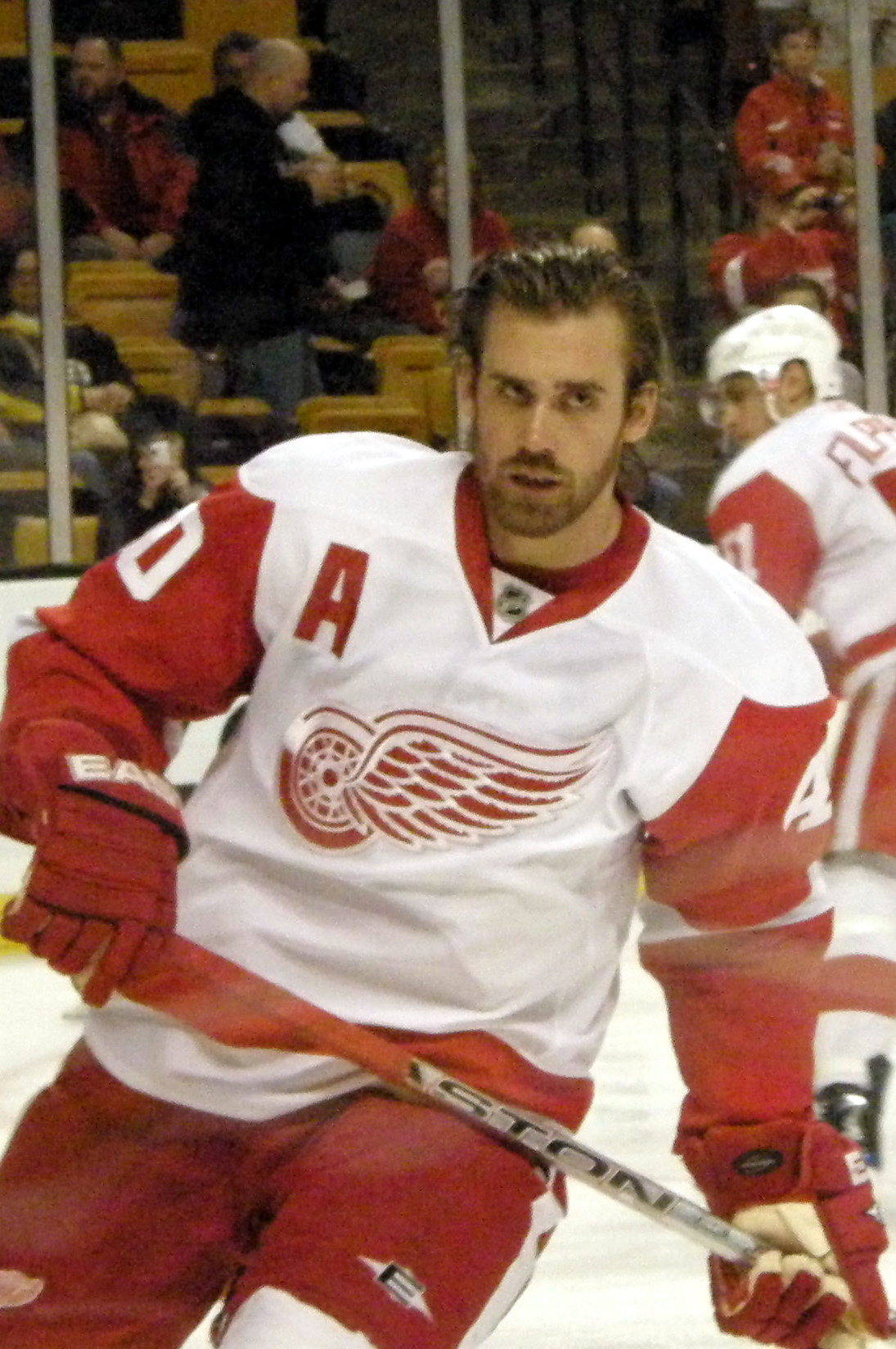
Henrik Zetterberg byl draftován z 210. místa v roce 1999.

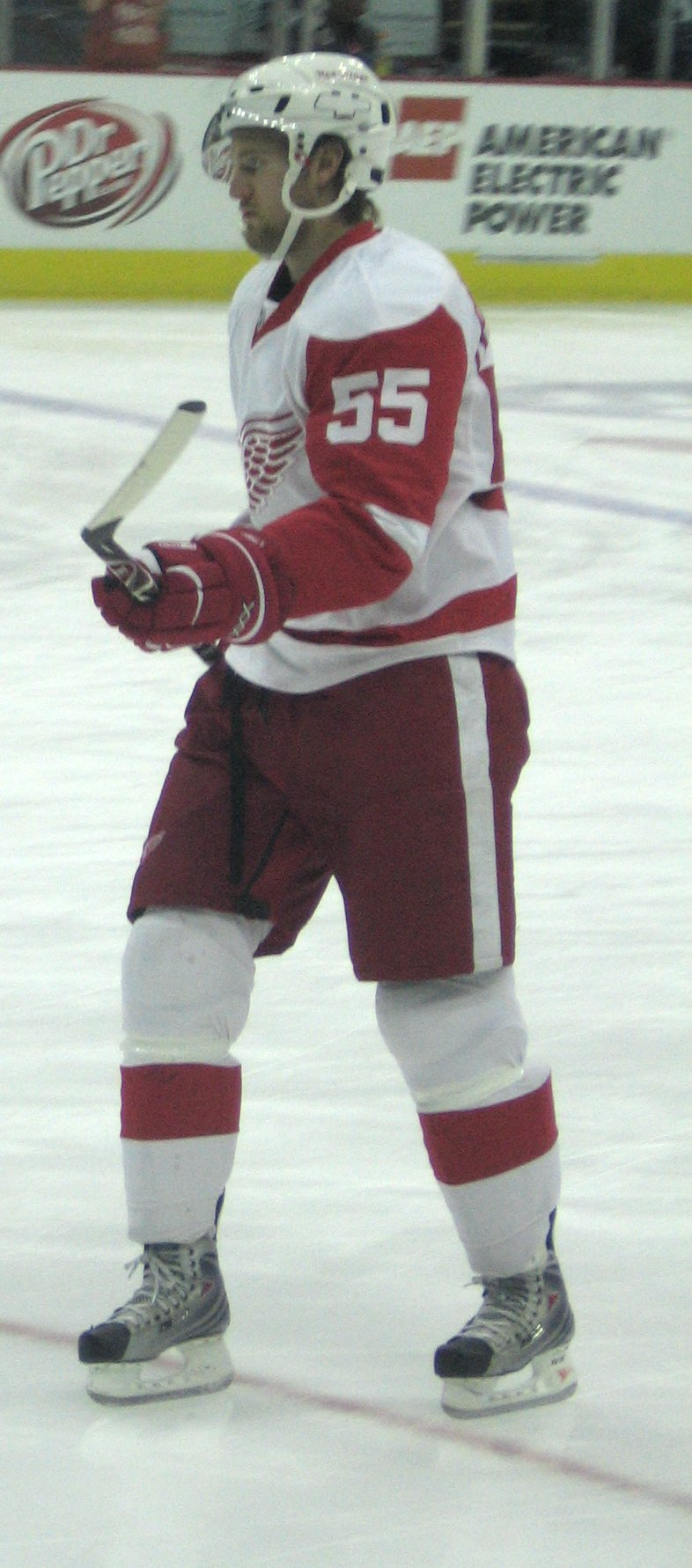
Niklas Kronwall byl draftován z 29. místa v roce 2000.

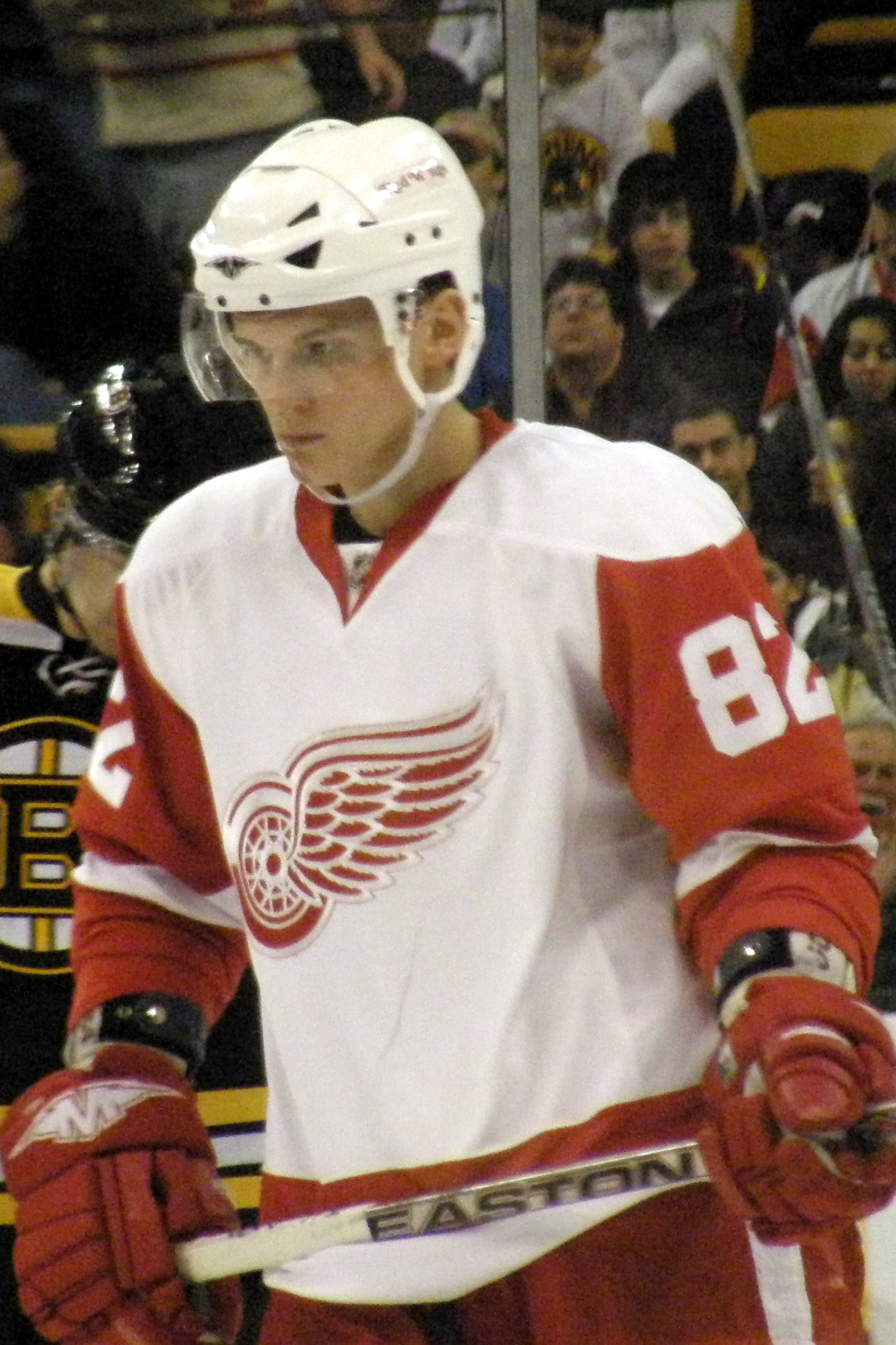
Tomáš Kopecký byl draftován z 38. místa v roce 2000.

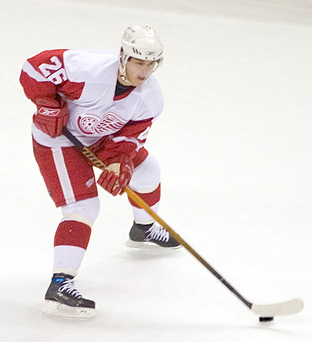
Jiří Hudler byl draftován z 58. místa v roce 2002.

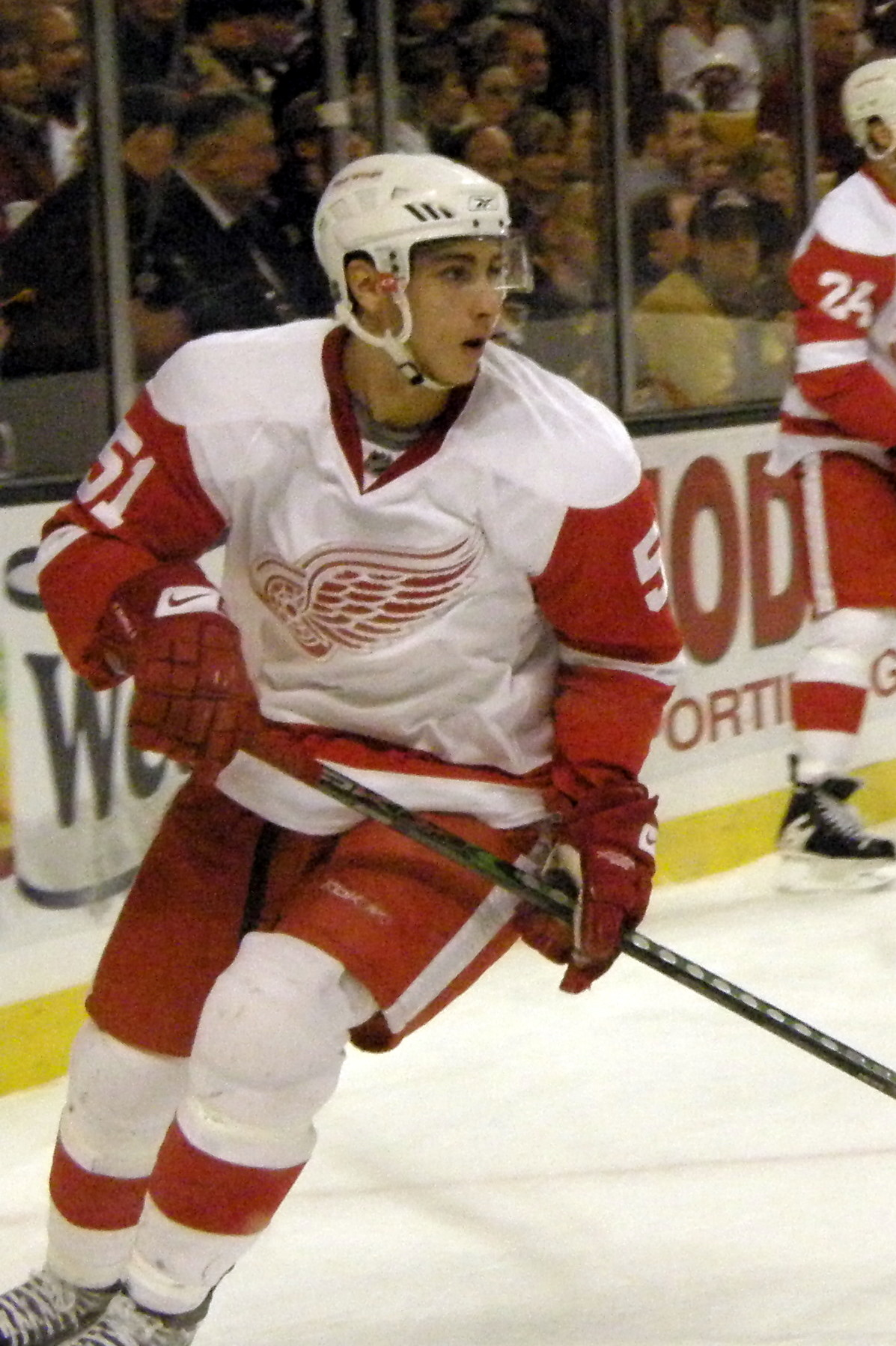
Valtteri Filppula byl draftován z 95. místa v roce 2002.

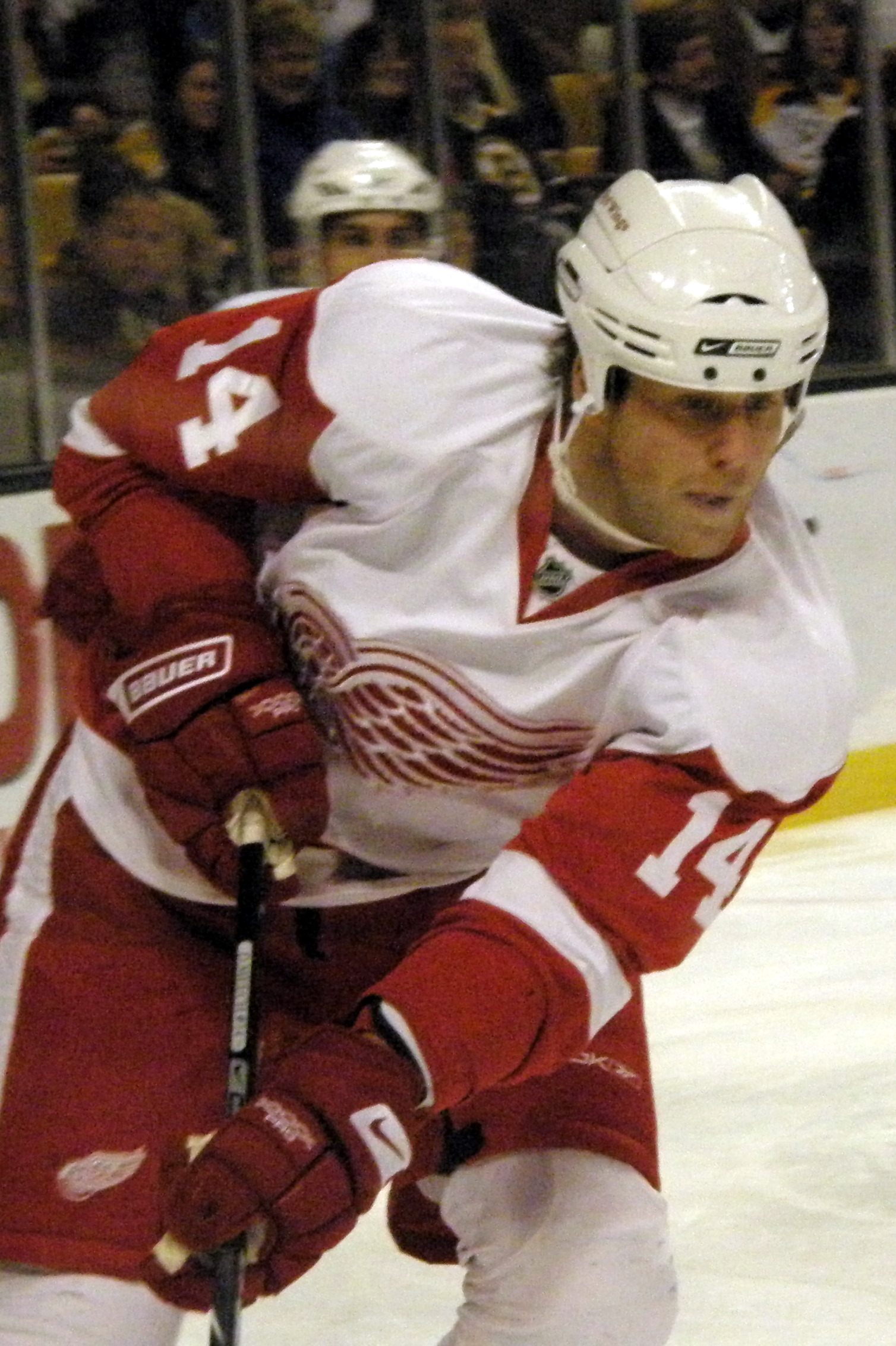
Derek Meech byl draftován ze 229. místa v roce 2002.

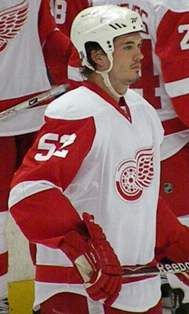
Jonathan Ericsson byl draftován ze 291. místa v roce 2002.

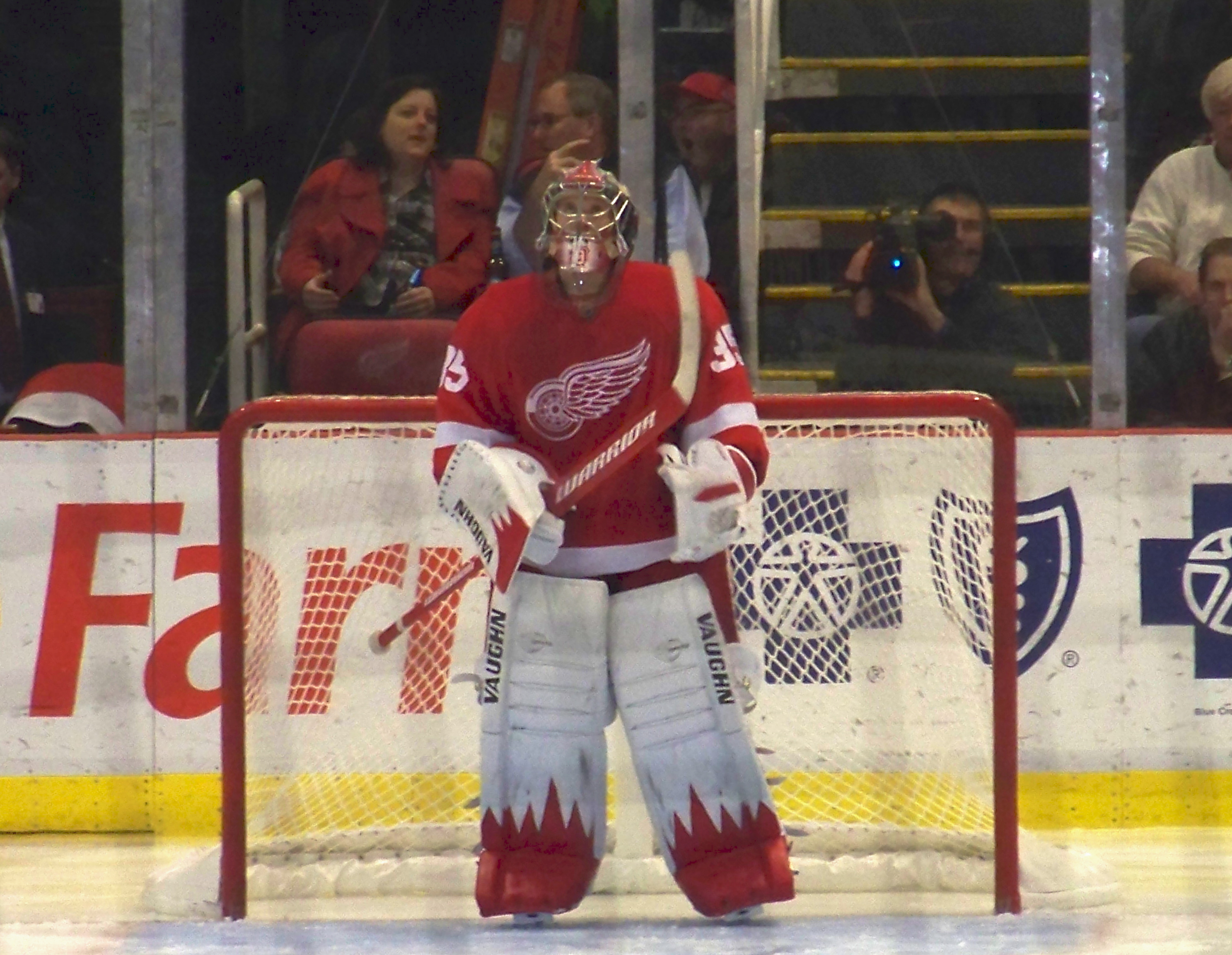
Jimmy Howard byl draftován ze 64. místa v roce 2003.

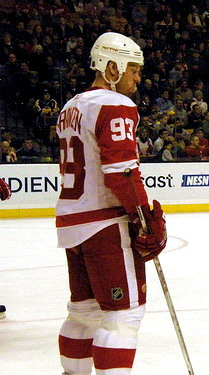
Johan Franzén byl draftován ze 97. místa v roce 2004.

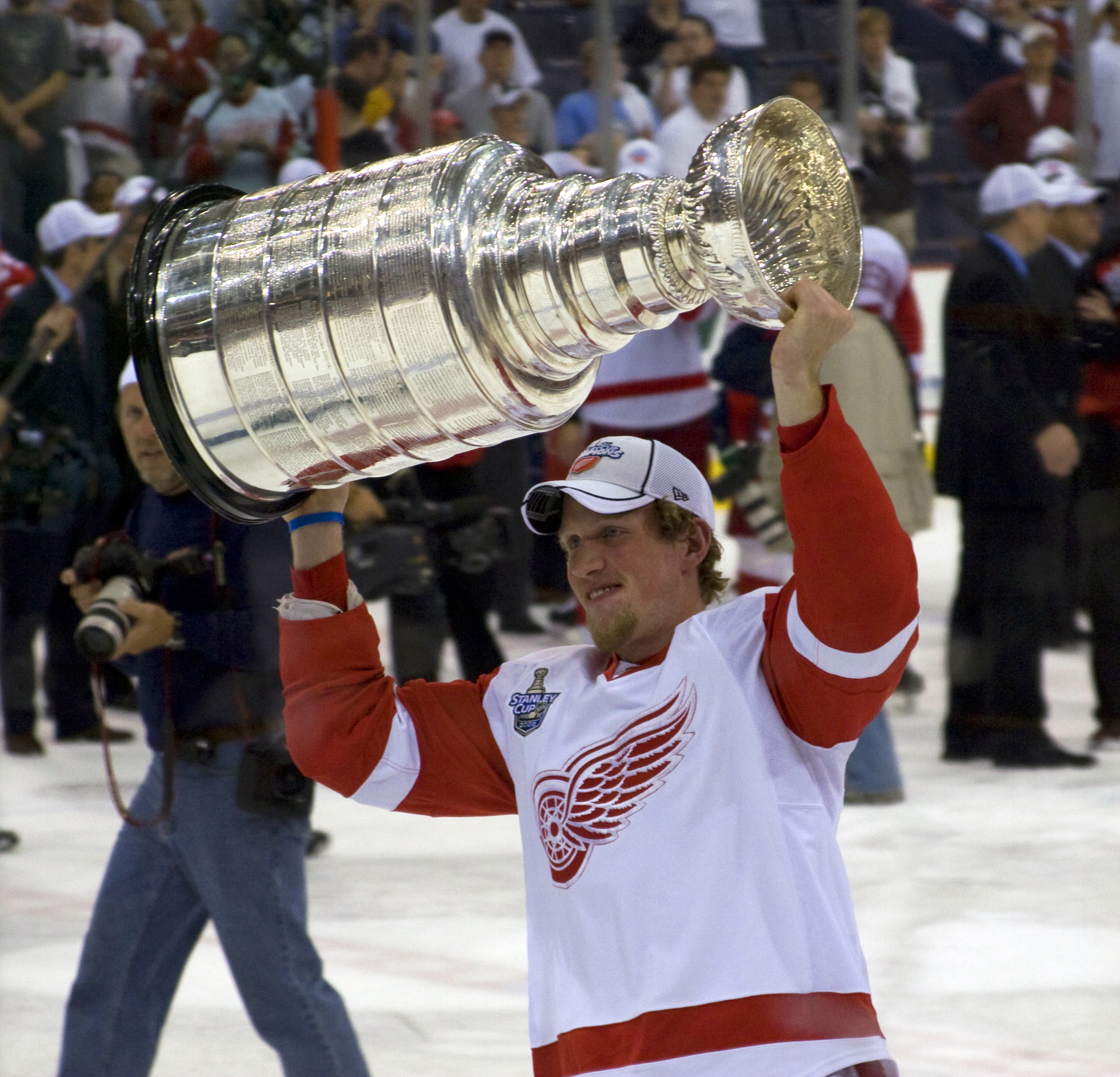
Justin Abdelkader byl draftován ze 42. místa v roce 2005.

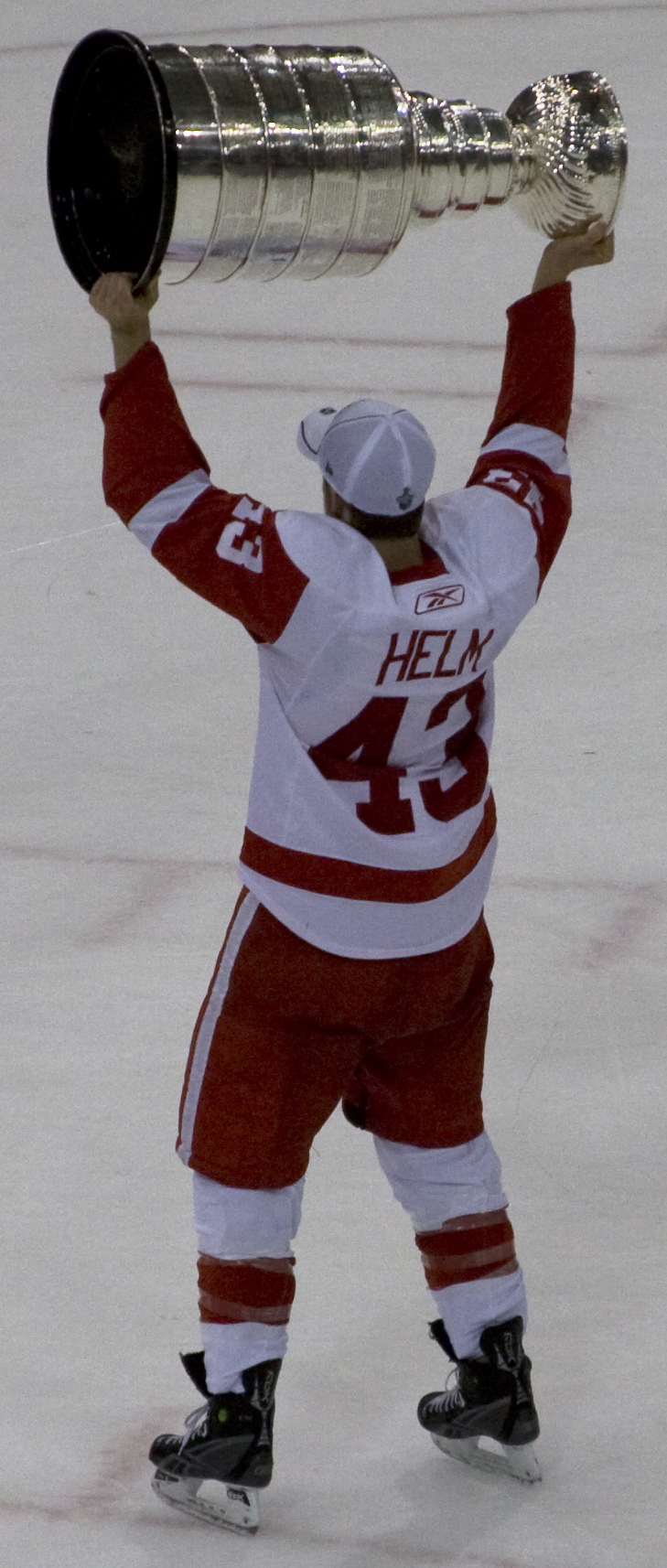
Darren Helm byl draftován ze 132. místa v roce 2005.

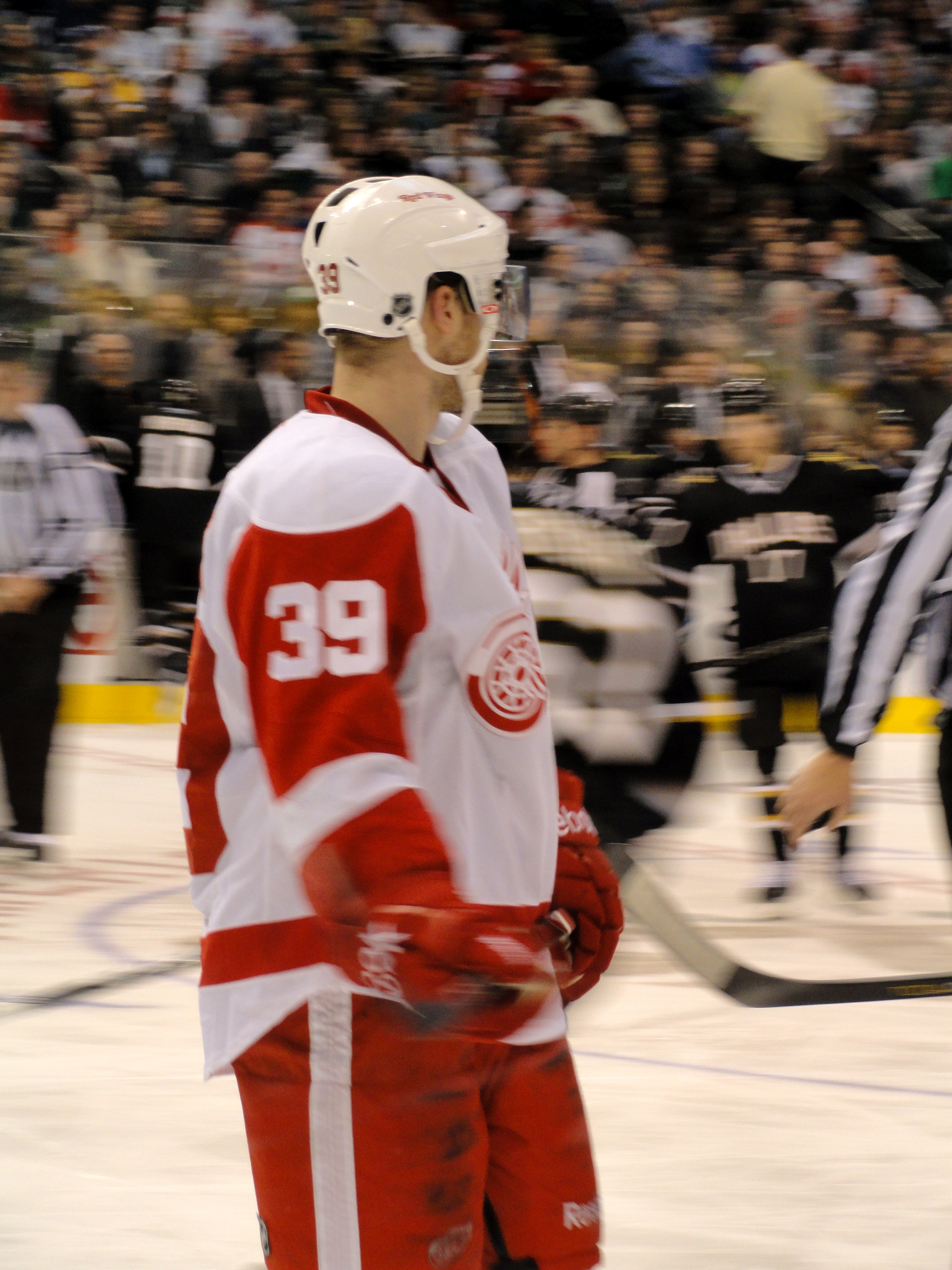
Jan Muršak byl draftován ze 182. místa v roce 2006.

|  | Hráči kteří hráli nejméně jeden zápas v NHL |
|  | Hráči kteří si zahráli v NHL All-Star Game  |

| Rok  | Kolo | Místo | Hráč                    | Pozice              |
| ---- | ---- | ----- | ----------------------- | ------------------- |
| 1963 | 1    | 2     | Peter Mahovlich         | Levé křídlo         |
| 1963 | 2    | 8     | Bill Cosburn            | Utočník             |
| 1964 | 1    | 1     | Claude Gauthier         | Pravé křídlo        |
| 1964 | 2    | 7     | Brian Watts             | Levé křídlo         |
| 1964 | 3    | 13    | Ralph Buchanan          | Levé křídlo         |
| 1964 | 4    | 17    | Rene LeClerc            | Pravé křídlo        |
| 1965 | 1    | 3     | George Forgie           | Obránce             |
| 1965 | 2    | 8     | Bob Birdsell            | Pravé křídlo        |
| 1966 | 1    | 6     | Steve Atkinson          | Pravé křídlo        |
| 1966 | 2    | 12    | Jim Whittaker           | Obránce             |
| 1966 | 3    | 18    | Lee Carpenter           | Obránce             |
| 1966 | 4    | 24    | Grant Cole              | Brankář             |
| 1967 | 1    | 9     | Ron Barkwell            | Centr               |
| 1967 | 2    | 17    | Al Karlander            | Centr               |
| 1968 | 1    | 11    | Steve Andrascik         | Pravé křídlo        |
| 1968 | 2    | 17    | Herb Boxer              | Pravé křídlo        |
| 1969 | 1    | 10    | Jim Rutherford          | Brankář             |
| 1969 | 2    | 21    | Ron Garwasiuk           | Levé křídlo         |
| 1969 | 3    | 33    | Wayne Hawrysh           | Pravé křídlo        |
| 1969 | 4    | 45    | Wayne Chernecki         | Centr               |
| 1969 | 5    | 57    | Wally Olds              | Obránce             |
| 1970 | 1    | 12    | Serge Lajeunesse        | Obránce             |
| 1970 | 2    | 26    | Bob Guindon             | Levé křídlo         |
| 1970 | 3    | 40    | Yvon Lambert            | Levé křídlo         |
| 1970 | 4    | 54    | Tom Johnston            | Pravé křídlo        |
| 1970 | 5    | 68    | Tom Mellor              | Obránce             |
| 1970 | 6    | 81    | Bernie MacNeil          | Levé křídlo         |
| 1970 | 7    | 95    | Ed Hays                 | Centr               |
| 1971 | 1    | 2     | Marcel Dionne           | Centr               |
| 1971 | 2    | 16    | Henry Boucha            | Centr               |
| 1971 | 4    | 44    | George Hulme            | Brankář             |
| 1971 | 5    | 58    | Earl Anderson           | Pravé křídlo        |
| 1971 | 6    | 72    | Charlie Shaw            | Obránce             |
| 1971 | 6    | 86    | Jim Nahrgang            | Obránce             |
| 1971 | 7    | 100   | Bob Boyd                | Obránce             |
| 1972 | 2    | 26    | Pierre Guite            | Levé křídlo         |
| 1972 | 3    | 42    | Bob Krieger             | Centr               |
| 1972 | 4    | 58    | Danny Gruen             | Levé křídlo         |
| 1972 | 5    | 74    | Dennis Johnson          | Levé křídlo         |
| 1972 | 6    | 90    | Bill Miller             | Obránce             |
| 1972 | 7    | 106   | Glen Seperich           | Brankář             |
| 1972 | 8    | 122   | Mike Ford               | Obránce             |
| 1972 | 9    | 138   | George Kuzmicz          | Obránce             |
| 1972 | 10   | 150   | Dave Arundel            | Obránce             |
| 1973 | 1    | 11    | Terry Richardson        | Brankář             |
| 1973 | 3    | 39    | Nelson Pyatt            | Centr               |
| 1973 | 3    | 43    | Robbie Neale            | Centr               |
| 1973 | 4    | 59    | Mike Korney             | Obránce             |
| 1973 | 5    | 75    | Blair Stewart           | Centr               |
| 1973 | 6    | 91    | Glenn Cickello          | Obránce             |
| 1973 | 7    | 107   | Brian Middleton         | Obránce             |
| 1973 | 8    | 118   | Dennis Polonich         | Centr               |
| 1973 | 8    | 123   | George Lyle             | Levé křídlo         |
| 1973 | 9    | 135   | Dennis O'Brien          | Obránce             |
| 1973 | 9    | 138   | Tom Newman              | Obránce             |
| 1973 | 9    | 139   | Ray Bibeau              | Obránce             |
| 1973 | 10   | 151   | Kevin Neville           | Brankář             |
| 1973 | 10   | 154   | Ken Gibb                | Obránce             |
| 1973 | 10   | 155   | Mitch Brandt            | Obránce             |
| 1974 | 1    | 9     | Bill Lochead            | Levé a pravé křídlo |
| 1974 | 3    | 44    | Dan Mandryk             | Levé křídlo         |
| 1974 | 3    | 45    | Bill Evo                | Pravé křídlo        |
| 1974 | 4    | 63    | Michel Bergeron         | Pravé křídlo        |
| 1974 | 5    | 81    | John Taft               | Obránce             |
| 1974 | 6    | 99    | Don Dufek               | Levé křídlo         |
| 1974 | 7    | 117   | Jack Carlson            | Levé křídlo         |
| 1974 | 8    | 134   | Greg Steel              | Obránce             |
| 1974 | 9    | 151   | Glen McLeod             | Obránce             |
| 1975 | 1    | 5     | Rick Lapointe           | Obránce             |
| 1975 | 2    | 23    | Jerry Rollins           | Obránce             |
| 1975 | 3    | 37    | Al Cameron              | Obránce             |
| 1975 | 3    | 45    | Blair Davidson          | Obránce             |
| 1975 | 3    | 50    | Clark Hamilton          | Levé křídlo         |
| 1975 | 4    | 59    | Mike Wirachowsky        | Obránce             |
| 1975 | 5    | 77    | Mike Wong               | Centr               |
| 1975 | 6    | 95    | Mike Harazny            | Obránce             |
| 1975 | 7    | 113   | Jean-Luc Phaneuf        | Centr               |
| 1975 | 8    | 131   | Steve Carlson           | Centr               |
| 1975 | 9    | 148   | Gary Vaughan            | Pravé křídlo        |
| 1975 | 10   | 164   | Jean Thibodeau          | Centr               |
| 1975 | 11   | 176   | Dave Hanson             | Obránce             |
| 1975 | 11   | 178   | Rob Larson              | Obránce             |
| 1976 | 1    | 4     | Fred Williams           | Centr               |
| 1976 | 2    | 22    | Reed Larson             | Obránce             |
| 1976 | 3    | 40    | Fred Berry              | Centr               |
| 1976 | 4    | 58    | Kevin Schamehorn        | Pravé křídlo        |
| 1976 | 5    | 76    | Dwight Schofield        | Obránce             |
| 1976 | 6    | 94    | Tony Horvath            | Obránce             |
| 1976 | 7    | 111   | Fern LeBlanc            | Centr               |
| 1976 | 8    | 120   | Claude Legris           | Brankář             |
| 1977 | 1    | 1     | Dale McCourt            | Centr               |
| 1977 | 3    | 37    | Rick Vasko              | Obránce             |
| 1977 | 4    | 55    | John Hilworth           | Obránce             |
| 1977 | 5    | 73    | Jim Korn                | Obránce             |
| 1977 | 6    | 91    | Jim Baxter              | Brankář             |
| 1977 | 7    | 109   | Randy Wilson            | Levé křídlo         |
| 1977 | 8    | 125   | Ray Roy                 | Centr               |
| 1977 | 9    | 141   | Kip Churchill           | Centr               |
| 1977 | 10   | 155   | Lance Gatoni            | Obránce             |
| 1977 | 11   | 163   | Robert Plumb            | Levé křídlo         |
| 1977 | 12   | 170   | Alain Belanger          | Levé křídlo         |
| 1977 | 13   | 175   | Dean Willers            | Levé křídlo         |
| 1977 | 14   | 178   | Roland Cloutier         | Centr               |
| 1977 | 15   | 181   | Ed Hill                 | Pravé křídlo        |
| 1977 | 16   | 184   | Val James               | Levé křídlo         |
| 1977 | 17   | 185   | Grant Morin             | Pravé křídlo        |
| 1978 | 1    | 9     | Willie Huber            | Obránce             |
| 1978 | 1    | 12    | Brent Peterson          | Centr               |
| 1978 | 2    | 28    | Glenn Hicks             | Levé křídlo         |
| 1978 | 2    | 31    | Al Jensen               | Brankář             |
| 1978 | 3    | 53    | Doug Derkson            | Centr               |
| 1978 | 4    | 62    | Bjørn Skaare            | Centr               |
| 1978 | 5    | 78    | Ted Nolan               | Centr               |
| 1978 | 6    | 95    | Sylvain Locas           | Centr               |
| 1978 | 7    | 112   | Wes George              | Levé křídlo         |
| 1978 | 8    | 129   | John Barrett            | Obránce             |
| 1978 | 9    | 146   | Jim Malazdrewicz        | Levé křídlo         |
| 1978 | 10   | 163   | Geoff Shaw              | Pravé křídlo        |
| 1978 | 11   | 178   | Carl Van Harrewyn       | Obránce             |
| 1978 | 12   | 194   | Ladislav Svozil         | Levé křídlo         |
| 1978 | 13   | 208   | Tom Bailey              | Pravé křídlo        |
| 1978 | 14   | 219   | Larry Lozinski          | Brankář             |
| 1978 | 15   | 224   | Randy Betty             | Levé křídlo         |
| 1978 | 16   | 226   | Brian Crawley           | Obránce             |
| 1978 | 17   | 228   | Doug Feasby             | Centr               |
| 1979 | 1    | 3     | Mike Foligno            | Pravé křídlo        |
| 1979 | 3    | 45    | Jody Gage               | Pravé křídlo        |
| 1979 | 3    | 46    | Boris Fistric           | Obránce             |
| 1979 | 4    | 66    | John Ogrodnick          | Pravé křídlo        |
| 1979 | 5    | 87    | Joe Paterson            | Levé křídlo         |
| 1979 | 6    | 108   | Carmine Cirella         | Levé křídlo         |
| 1980 | 1    | 11    | Mike Blaisdell          | Pravé křídlo        |
| 1980 | 3    | 46    | Mark Osborne            | Levé křídlo         |
| 1980 | 5    | 88    | Mike Corrigan           | Pravé křídlo        |
| 1980 | 6    | 109   | Wayne Crawford          | Centr               |
| 1980 | 7    | 130   | Mike Braun              | Obránce             |
| 1980 | 8    | 151   | John Beukeboom          | Obránce             |
| 1980 | 9    | 172   | Dave Miles              | Pravé křídlo        |
| 1980 | 10   | 193   | Brian Rorabeck          | Pravé křídlo        |
| 1981 | 2    | 23    | Claude Loiselle         | Centr               |
| 1981 | 3    | 44    | Corrado Micalef         | Brankář             |
| 1981 | 5    | 86    | Larry Trader            | Obránce             |
| 1981 | 6    | 107   | Gerard Gallant          | Levé křídlo         |
| 1981 | 7    | 128   | Greg Stefan             | Brankář             |
| 1981 | 8    | 149   | Rick Zombo              | Obránce             |
| 1981 | 9    | 170   | Don LeBlanc             | Levé křídlo         |
| 1981 | 10   | 191   | Robert Nordmark         | Obránce             |
| 1982 | 1    | 17    | Murray Craven           | Centr               |
| 1982 | 2    | 23    | Yves Courteau           | Pravé křídlo        |
| 1982 | 3    | 44    | Carmine Vani            | Levé křídlo         |
| 1982 | 4    | 66    | Craig Coxe              | Centr               |
| 1982 | 5    | 86    | Brad Shaw               | Obránce             |
| 1982 | 6    | 107   | Claude Vilgrain         | Centr               |
| 1982 | 7    | 128   | Greg Hudas              | Obránce             |
| 1982 | 8    | 149   | Pat Lahey               | Centr               |
| 1982 | 9    | 170   | Gary Cullen             | Centr               |
| 1982 | 10   | 191   | Brent Meckling          | Obránce             |
| 1982 | 11   | 212   | Mike Stern              | Levé křídlo         |
| 1982 | 12   | 233   | Shaun Reagan            | Pravé křídlo        |
| 1983 | 1    | 4     | Steve Yzerman           | Centr               |
| 1983 | 2    | 25    | Lane Lambert            | Pravé křídlo        |
| 1983 | 3    | 46    | Bob Probert             | Levé křídlo         |
| 1983 | 4    | 68    | Dave Korol              | Obránce             |
| 1983 | 5    | 86    | Petr Klíma              | Levé křídlo         |
| 1983 | 5    | 88    | Joe Kocur               | Pravé křídlo        |
| 1983 | 6    | 106   | Chris Pusey             | Brankář             |
| 1983 | 7    | 126   | Bob Pierson             | Levé křídlo         |
| 1983 | 8    | 146   | Craig Butz              | Obránce             |
| 1983 | 9    | 166   | Dave Sikorski           | Obránce             |
| 1983 | 10   | 186   | Stu Grimson             | Levé křídlo         |
| 1983 | 11   | 206   | Jeff Frank              | Pravé křídlo        |
| 1983 | 12   | 226   | Chuck Chiatto           | Centr               |
| 1984 | 1    | 7     | Shawn Burr              | Centr               |
| 1984 | 2    | 28    | Doug Houda              | Obránce             |
| 1984 | 3    | 49    | Milan Chalupa           | Obránce             |
| 1984 | 5    | 91    | Mats Lundstrom          | Levé křídlo         |
| 1984 | 6    | 112   | Randy Hansch            | Brankář             |
| 1984 | 7    | 133   | Stefan Larsson          | Obránce             |
| 1984 | 8    | 152   | Lars Karlsson           | Levé křídlo         |
| 1984 | 8    | 154   | Urban Nordin            | Centr               |
| 1984 | 9    | 175   | Bill Shibicky           | Centr               |
| 1984 | 10   | 195   | Jay Rose                | Obránce             |
| 1984 | 11   | 216   | Tim Kaiser              | Pravé křídlo        |
| 1984 | 12   | 236   | Tom Nickolau            | Centr               |
| 1985 | 1    | 8     | Brent Fedyk             | Pravé křídlo        |
| 1985 | 2    | 29    | Jeff Sharples           | Obránce             |
| 1985 | 3    | 50    | Steve Chiasson          | Obránce             |
| 1985 | 4    | 71    | Mark Gowens             | Brankář             |
| 1985 | 5    | 92    | Chris Luongo            | Obránce             |
| 1985 | 6    | 113   | Randy McKay             | Pravé křídlo        |
| 1985 | 7    | 134   | Thomas Bjuhr            | Levé křídlo         |
| 1985 | 8    | 155   | Mike Luckraft           | Obránce             |
| 1985 | 9    | 176   | Rob Schena              | Obránce             |
| 1985 | 10   | 197   | Erik Hämäläinen         | Obránce             |
| 1985 | 11   | 218   | Bo Svanberg             | Centr               |
| 1985 | 12   | 239   | Mikael Lindman          | Obránce             |
| 1986 | 1    | 1     | Joe Murphy              | Pravé křídlo        |
| 1986 | 2    | 22    | Adam Graves             | Levé křídlo         |
| 1986 | 3    | 43    | Derek Mayer             | Obránce             |
| 1986 | 4    | 64    | Tim Cheveldae           | Brankář             |
| 1986 | 5    | 85    | Johan Garpenlöv         | Levé křídlo         |
| 1986 | 6    | 106   | Jay Stark               | Obránce             |
| 1986 | 7    | 127   | Pär Djoos               | Obránce             |
| 1986 | 8    | 148   | Dean Morton             | Obránce             |
| 1986 | 9    | 169   | Marc Potvin             | Pravé křídlo        |
| 1986 | 10   | 190   | Scott King              | Brankář             |
| 1986 | 11   | 211   | Tom Bissett             | Levé křídlo         |
| 1986 | 12   | 232   | Peter Ekroth            | Obránce             |
| 1987 | 1    | 11    | Yves Racine             | Obránce             |
| 1987 | 2    | 32    | Gordon Kruppke          | Obránce             |
| 1987 | 2    | 41    | Bob Wilkie              | Obránce             |
| 1987 | 3    | 52    | Dennis Holland          | Centr               |
| 1987 | 4    | 74    | Mark Reimer             | Brankář             |
| 1987 | 5    | 95    | Radomír Brázda          | Obránce             |
| 1987 | 6    | 116   | Sean Clifford           | Obránce             |
| 1987 | 7    | 137   | Mike Gober              | Levé křídlo         |
| 1987 | 8    | 158   | Kevin Scott             | Levé křídlo         |
| 1987 | 9    | 179   | Mikko Haapakoski        | Obránce             |
| 1987 | 10   | 200   | Darin Banister          | Obránce             |
| 1987 | 11   | 221   | Craig Quinlan           | Obránce             |
| 1987 | 12   | 242   | Tomas Jansson           | Obránce             |
| 1988 | 1    | 17    | Kory Kocur              | Pravé křídlo        |
| 1988 | 2    | 38    | Serge Anglehart         | Obránce             |
| 1988 | 3    | 47    | Guy Dupuis              | Obránce             |
| 1988 | 3    | 59    | Petr Hrbek              | Pravé křídlo        |
| 1988 | 4    | 80    | Sheldon Kennedy         | Pravé křídlo        |
| 1988 | 7    | 143   | Kelly Hurd              | Pravé křídlo        |
| 1988 | 8    | 164   | Brian McCormack         | Obránce             |
| 1988 | 9    | 185   | Jody Praznik            | Obránce             |
| 1988 | 10   | 206   | Glen Goodall            | Centr               |
| 1988 | 11   | 227   | Darren Colbourne        | Pravé křídlo        |
| 1988 | 12   | 248   | Don Stone               | Centr               |
| 1989 | 1    | 11    | Mike Sillinger          | Centr               |
| 1989 | 2    | 32    | Bob Boughner            | Obránce             |
| 1989 | 3    | 53    | Nicklas Lidström        | Obránce             |
| 1989 | 4    | 74    | Sergej Fjodorov         | Centr               |
| 1989 | 5    | 95    | Shawn McCosh            | Centr               |
| 1989 | 6    | 116   | Dallas Drake            | Pravé křídlo        |
| 1989 | 7    | 137   | Scott Zygulski          | Obránce             |
| 1989 | 8    | 158   | Andy Suhy               | Obránce             |
| 1989 | 9    | 179   | Bob Jones               | Obránce             |
| 1989 | 10   | 200   | Greg Bignell            | Obránce             |
| 1989 | 10   | 204   | Rick Judson             | Levé křídlo         |
| 1989 | 11   | 221   | Vladimir Konstantinov   | Obránce             |
| 1989 | 12   | 242   | Joe Frederick           | Pravé křídlo        |
| 1989 | 12   | 246   | Jason Glickman          | Brankář             |
| 1990 | 1    | 3     | Keith Primeau           | Centr               |
| 1990 | 3    | 45    | Vjačeslav Kozlov        | Centr               |
| 1990 | 4    | 66    | Stewart Malgunas        | Obránce             |
| 1990 | 5    | 87    | Tony Burns              | Obránce             |
| 1990 | 6    | 108   | Claude Barthe           | Obránce             |
| 1990 | 7    | 129   | Jason York              | Obránce             |
| 1990 | 8    | 150   | Wes McCauley            | Obránce             |
| 1990 | 9    | 171   | Tony Gruba              | Pravé křídlo        |
| 1990 | 10   | 192   | Travis Tucker           | Obránce             |
| 1990 | 11   | 213   | Brett Larson            | Obránce             |
| 1990 | 12   | 234   | John Hendry             | Levé křídlo         |
| 1991 | 1    | 10    | Martin Lapointe         | Pravé křídlo        |
| 1991 | 2    | 32    | Jamie Pushor            | Obránce             |
| 1991 | 3    | 54    | Chris Osgood            | Brankář             |
| 1991 | 4    | 76    | Mike Knuble             | Levé křídlo         |
| 1991 | 5    | 98    | Dmitrij Motkov          | Obránce             |
| 1991 | 7    | 142   | Igor Maljchin           | Obránce             |
| 1991 | 9    | 186   | Jim Bermingham          | Centr               |
| 1991 | 10   | 208   | Jason Firth             | Centr               |
| 1991 | 11   | 230   | Bart Turner             | Levé křídlo         |
| 1991 | 12   | 252   | Andrew Miller           | Pravé křídlo        |
| 1992 | 1    | 22    | Curtis Bowen            | Levé křídlo         |
| 1992 | 2    | 46    | Darren McCarty          | Levé křídlo         |
| 1992 | 3    | 70    | Sylvain Cloutier        | Centr               |
| 1992 | 5    | 118   | Mike Sullivan           | Centr               |
| 1992 | 6    | 142   | Jason MacDonald         | Pravé křídlo        |
| 1992 | 7    | 166   | Greg Scott              | Brankář             |
| 1992 | 8    | 183   | Justin Krall            | Obránce             |
| 1992 | 8    | 189   | C. J. Denomme           | Brankář             |
| 1992 | 9    | 214   | Jeff Walker             | Obránce             |
| 1992 | 10   | 238   | Dan McGillis            | Obránce             |
| 1992 | 11   | 262   | Ryan Bach               | Brankář             |
| 1993 | 1    | 22    | Anders Eriksson         | Obránce             |
| 1993 | 2    | 48    | Jon Coleman             | Obránce             |
| 1993 | 3    | 74    | Kevin Hilton            | Centr               |
| 1993 | 4    | 97    | John Jakopin            | Obránce             |
| 1993 | 4    | 100   | Benoit Larose           | Obránce             |
| 1993 | 5    | 126   | Norm Maracle            | Brankář             |
| 1993 | 6    | 152   | Tim Spitzig             | Pravé křídlo        |
| 1993 | 7    | 178   | Jurij Juresko           | Obránce             |
| 1993 | 8    | 204   | Vítězslav Škuta         | Obránce             |
| 1993 | 9    | 230   | Ryan Shanahan           | Pravé křídlo        |
| 1993 | 10   | 256   | Jamie Kosecki           | Brankář             |
| 1993 | 11   | 282   | Gordy Hunt              | Levé křídlo         |
| 1994 | 1    | 23    | Jan Golubovskij         | Obránce             |
| 1994 | 2    | 49    | Mathieu Dandenault      | Pravé křídlo        |
| 1994 | 3    | 75    | Sean Gillam             | Obránce             |
| 1994 | 5    | 114   | Frederic Deschênes      | Brankář             |
| 1994 | 5    | 127   | Doug Battaglia          | Obránce             |
| 1994 | 6    | 153   | Pavel Agarkov           | Centr               |
| 1994 | 8    | 205   | Jason Elliott           | Brankář             |
| 1994 | 9    | 231   | Jeff Mikesch            | Centr               |
| 1994 | 10   | 257   | Tomas Holmström         | Levé křídlo         |
| 1994 | 11   | 283   | Toivo Suursoo           | Levé křídlo         |
| 1995 | 1    | 26    | Maxim Kuzněcov          | Obránce             |
| 1995 | 2    | 52    | Philippe Audet          | Levé křídlo         |
| 1995 | 3    | 58    | Darryl Laplante         | Centr               |
| 1995 | 4    | 104   | Anatolij Usťugov        | Centr               |
| 1995 | 5    | 125   | Chad Wilchynski         | Obránce             |
| 1995 | 5    | 126   | Dave Arsenault          | Brankář             |
| 1995 | 6    | 156   | Tyler Perry             | Centr               |
| 1995 | 7    | 182   | Per Eklund              | Pravé křídlo        |
| 1995 | 8    | 208   | Andrej Samochvalov      | Centr               |
| 1995 | 9    | 234   | David Engblom           | Levé křídlo         |
| 1996 | 1    | 26    | Jesse Wallin            | Obránce             |
| 1996 | 2    | 52    | Aren Miller             | Brankář             |
| 1996 | 4    | 108   | Johan Forsander         | Levé křídlo         |
| 1996 | 5    | 135   | Michal Podolka          | Brankář             |
| 1996 | 6    | 144   | Magnus Nilsson          | Levé křídlo         |
| 1996 | 6    | 162   | Alexandre Jacques       | Pravé křídlo        |
| 1996 | 7    | 189   | Colin Beardsmore        | Centr               |
| 1996 | 8    | 215   | Craig Stahl             | Pravé křídlo        |
| 1996 | 9    | 241   | Jevgenij Afanasiev      | Levé křídlo         |
| 1997 | 2    | 49    | Jurij Bucajev           | Levé křídlo         |
| 1997 | 3    | 76    | Petr Sykora             | Centr               |
| 1997 | 4    | 102   | Quintin Laing           | Levé křídlo         |
| 1997 | 5    | 129   | John Wikstrom           | Obránce             |
| 1997 | 6    | 157   | B. J. Young             | Pravé křídlo        |
| 1997 | 7    | 186   | Mike Laceby             | Centr               |
| 1997 | 8    | 213   | Steve Wilejto           | Centr               |
| 1997 | 9    | 239   | Greg Willers            | Obránce             |
| 1998 | 1    | 25    | Jiří Fischer            | Obránce             |
| 1998 | 2    | 55    | Ryan Barnes             | Levé křídlo         |
| 1998 | 2    | 56    | Tomek Valtonen          | Levé křídlo         |
| 1998 | 3    | 84    | Jake McCracken          | Brankář             |
| 1998 | 4    | 111   | Brent Hobday            | Levé křídlo         |
| 1998 | 5    | 142   | Calle Steen             | Centr               |
| 1998 | 6    | 151   | Adam DeLeeuw            | Levé křídlo         |
| 1998 | 6    | 171   | Pavel Dacjuk            | Centr               |
| 1998 | 7    | 198   | Jeremy Goetzinger       | Obránce             |
| 1998 | 8    | 226   | David Petrasek          | Obránce             |
| 1998 | 9    | 256   | Petja Pietilainen       | Pravé křídlo        |
| 1999 | 4    | 120   | Jari Tolsa              | Levé křídlo         |
| 1999 | 5    | 149   | Andrej Maximenko        | Levé křídlo         |
| 1999 | 6    | 181   | Kent McDonell           | Pravé křídlo        |
| 1999 | 7    | 210   | Henrik Zetterberg       | Levé křídlo         |
| 1999 | 8    | 238   | Anton Borodkin          | Levé křídlo         |
| 1999 | 9    | 266   | Ken Davis               | Pravé křídlo        |
| 2000 | 1    | 29    | Niklas Kronwall         | Obránce             |
| 2000 | 2    | 38    | Tomáš Kopecký           | Pravé křídlo        |
| 2000 | 4    | 102   | Stefan Liv              | Brankář             |
| 2000 | 4    | 127   | Dmitrij Semjonov        | Centr               |
| 2000 | 4    | 128   | Alexandr Seljanov       | Obránce             |
| 2000 | 4    | 130   | Aaron Van Leusen        | Pravé křídlo        |
| 2000 | 6    | 187   | Pär Bäcker              | Centr               |
| 2000 | 6    | 196   | Paul Ballantyne         | Obránce             |
| 2000 | 7    | 228   | Jimmie Svensson         | Levé křídlo         |
| 2000 | 8    | 251   | Todd Jackson            | Levé křídlo         |
| 2000 | 8    | 260   | Jevgenij Bumagin        | Pravé křídlo        |
| 2001 | 2    | 62    | Igor Grigorenko         | Levé křídlo         |
| 2001 | 4    | 121   | Drew MacIntyre          | Brankář             |
| 2001 | 4    | 129   | Miroslav Blaťák         | Obránce             |
| 2001 | 5    | 157   | Andreas Jämtin          | Pravé křídlo        |
| 2001 | 6    | 195   | Nick Pannoni            | Brankář             |
| 2001 | 8    | 258   | Dmitrij Bykov           | Obránce             |
| 2001 | 9    | 288   | Francois Senez          | Obránce             |
| 2002 | 2    | 58    | Jiří Hudler             | Centr               |
| 2002 | 2    | 63    | Tomáš Fleischmann       | Pravé křídlo        |
| 2002 | 3    | 95    | Valtteri Filppula       | Centr               |
| 2002 | 4    | 131   | Johan Berggren          | Obránce             |
| 2002 | 5    | 166   | Logan Koopmans          | Brankář             |
| 2002 | 6    | 197   | Jimmy Cuddihy           | Centr               |
| 2002 | 7    | 229   | Derek Meech             | Obránce             |
| 2002 | 8    | 260   | Pierre-Olivier Beaulieu | Obránce             |
| 2002 | 9    | 262   | Christian Söderström    | Levé křídlo         |
| 2002 | 9    | 291   | Jonathan Ericsson       | Obránce             |
| 2003 | 2    | 64    | Jimmy Howard            | Brankář             |
| 2003 | 4    | 132   | Kyle Quincey            | Obránce             |
| 2003 | 5    | 164   | Ryan Oulahen            | Levé křídlo         |
| 2003 | 6    | 170   | Andreas Sundin          | Levé křídlo         |
| 2003 | 6    | 194   | Stefan Blom             | Obránce             |
| 2003 | 7    | 226   | Tomas Kollar            | Levé křídlo         |
| 2003 | 8    | 258   | Vladimír Kútny          | Levé křídlo         |
| 2003 | 9    | 289   | Mikael Johansson        | Centr               |
| 2004 | 3    | 97    | Johan Franzén           | Pravé křídlo        |
| 2004 | 4    | 128   | Evan McGrath            | Centr               |
| 2004 | 5    | 151   | Sergej Kolosov          | Obránce             |
| 2004 | 5    | 162   | Tyler Haskins           | Centr               |
| 2004 | 6    | 192   | Anton Axelsson          | Levé křídlo         |
| 2004 | 7    | 226   | Steve Covington         | Pravé křídlo        |
| 2004 | 8    | 257   | Gennadij Stoljarov      | Pravé křídlo        |
| 2004 | 9    | 290   | Nils Bäckström          | Obránce             |
| 2005 | 1    | 19    | Jakub Kindl             | Obránce             |
| 2005 | 2    | 42    | Justin Abdelkader       | Levé křídlo         |
| 2005 | 3    | 80    | Christofer Löfberg      | Centr               |
| 2005 | 4    | 103   | Mattias Ritola          | Levé křídlo         |
| 2005 | 5    | 132   | Darren Helm             | Levé křídlo         |
| 2005 | 5    | 137   | Johan Ryno              | Levé křídlo         |
| 2005 | 5    | 151   | Jeff May                | Obránce             |
| 2005 | 6    | 175   | Juho Mielonen           | Obránce             |
| 2005 | 7    | 214   | Bretton Stamler         | Obránce             |
| 2006 | 2    | 41    | Cory Emmerton           | Levé křídlo         |
| 2006 | 2    | 47    | Shawn Matthias          | Centr               |
| 2006 | 2    | 62    | Dick Axelsson           | Levé křídlo         |
| 2006 | 3    | 92    | Daniel Larsson          | Brankář             |
| 2006 | 6    | 182   | Jan Muršak              | Pravé křídlo        |
| 2006 | 7    | 191   | Nick Oslund             | Pravé křídlo        |
| 2006 | 7    | 212   | Logan Pyett             | Obránce             |
| 2007 | 1    | 27    | Brendan Smith           | Obránce             |
| 2007 | 3    | 88    | Joakim Andersson        | Centr               |
| 2007 | 5    | 148   | Randy Cameron           | Centr               |
| 2007 | 6    | 178   | Zack Torquato           | Centr               |
| 2007 | 7    | 208   | Bryan Rufenach          | Obránce             |
| 2008 | 1    | 30    | Thomas McCollum         | Brankář             |
| 2008 | 3    | 91    | Max Nicastro            | Obránce             |
| 2008 | 4    | 121   | Gustav Nyquist          | Centr               |
| 2008 | 5    | 151   | Julien Cayer            | Centr               |
| 2008 | 6    | 181   | Stephen Johnston        | Centr               |
| 2008 | 7    | 211   | Jesper Samuelsson       | Centr               |
| 2009 | 2    | 32    | Landon Ferraro          | Centr               |
| 2009 | 2    | 60    | Tomáš Tatar             | Levé křídlo         |
| 2009 | 3    | 75    | Andrej Nestrašil        | Centr               |
| 2009 | 3    | 90    | Gleason Fournier        | Obránce             |
| 2009 | 5    | 150   | Nick Jensen             | Obránce             |
| 2009 | 6    | 180   | Mitchell Callahan       | Pravé křídlo        |
| 2009 | 7    | 210   | Adam Almqvist           | Obránce             |
| 2010 | 1    | 21    | Riley Sheahan           | Centr               |
| 2010 | 2    | 51    | Calle Järnkrok          | Centr               |
| 2010 | 3    | 81    | Louis-Marc Aubry        | Centr               |
| 2010 | 4    | 111   | Teemu Pulkkinen         | Levé křídlo         |
| 2010 | 5    | 141   | Petr Mrázek             | Brankář             |
| 2010 | 6    | 171   | Brooks Macek            | Centr               |
| 2010 | 7    | 201   | Ben Marshall            | Obránce             |
| 2011 | 2    | 35    | Tomáš Jurčo             | Pravé křídlo        |
| 2011 | 2    | 48    | Xavier Ouellet          | Obránce             |
| 2011 | 2    | 55    | Ryan Sproul             | Obránce             |
| 2011 | 3    | 85    | Alan Quine              | Centr               |
| 2011 | 4    | 115   | Marek Tvrdoň            | Levé křídlo         |
| 2011 | 5    | 145   | Philippe Hudon          | Pravé křídlo        |
| 2011 | 5    | 146   | Mattias Bäckman         | Obránce             |
| 2011 | 6    | 175   | Richard Nedomlel        | Obránce             |
| 2011 | 7    | 205   | Alexej Marčenko         | Obránce             |
| 2012 | 2    | 49    | Martin Frk              | Pravé křídlo        |
| 2012 | 3    | 80    | Jake Paterson           | Brankář             |
| 2012 | 4    | 110   | Andreas Athanasiou      | Centr               |
| 2012 | 5    | 140   | Mike McKee              | Obránce             |
| 2012 | 6    | 170   | James De Haas           | Obránce             |
| 2012 | 7    | 200   | Rasmus Bodin            | Centr               |